# Diacyclops hanguk
Diacyclops hanguk – gatunek widłonoga z rodziny Cyclopidae, nazwa naukowa gatunku została po raz pierwszy opublikowana w 2013 roku przez zespół zoologów w składzie: Tomislav Karanovic, Mark J. Grygier i Wonchoel Lee.